# Бєдний Павло Панасович
Павло Панасович Бєдний (1920, село Успенка, Одеська губернія — 1971, Одеса) — радянський інженер-будівельник, Герой Соціалістичної Праці.

## Біографія
П. А. Бєдний народився в 1920 році. Закінчив Одеський політехнічний інститут.
З 1939 року працював майстром, потім головним інженером на будівництві ряду ГЕС. З 1954 року працював в Одеській електромережі.
З 1955 працював на будівництві Куйбишевської ГЕС: старшим виконробом, головним інженером дільниці тресту «Гідроелектромонтаж».
Автор кількох удосконалень щодо укрупнення вузлів устаткування по розробці і застосуванню комплексу заходів, що забезпечили виконання монтажу електрообладнання ГЕС.
Помер в 1971 році. Похований в Одесі на центральній алеї Другого Християнського кладовища.